# Sloan (gruppo musicale)
Gli Sloan sono un gruppo musicale rock canadese formatosi a Halifax nel 1991.

## Storia del gruppo
Chris Murphy, Patrick Pentland, Jay Ferguson e Andrew Scott formarono gli Sloan nel 1991, a Halifax, Nuova Scozia, a seguito dell'incontro tra Murphy e Scott al Nova Scotia College of Art and Design. Murphy e Ferguson avevano già suonato assieme in precedenza, mentre Pentland e Scott avevano fatto parte di alcuni gruppi della scena locale.
Il gruppo fece il suo debutto dal vivo nella primavera del 1991 e l'anno seguente pubblicò l'EP Peppermint per l'etichetta discografica Murderecords, fondata da loro stessi.
Nell'estate del 1992 firmarono un contratto con la Geffen Records e il 1º ottobre pubblicarono in Canada il loro album di debutto Smeared, uscito anche negli Stati Uniti nel gennaio del 1993.
L'album ottenne il disco d'oro in Canada, ma ebbe scarso successo negli Stati Uniti.
Nel 1994 uscì il secondo album Twice Removed, che non riuscì a raggiungere il successo sperato, anche a causa della scarsa promozione da parte della casa discografica, nonostante la buona risposta dei fan in patria e le recensioni positive da parte della critica.
A seguito del tour promozionale il gruppo decise così di prendersi una pausa, cancellando le ultime date, per decidere se continuare la propria carriera.
Dopo la pausa, durante la quale i membri del gruppo si dedicarono ad altri progetti, gli Sloan tornarono nell'estate del 1995 con una serie di concerti e il nuovo singolo Same Old Flame, pubblicato dalla Murderecords.
Nel giugno del 1996 pubblicarono attraverso la Murderecords l'album One Chord to Another, che riscosse un grande successo in Canada. L'album venne pubblicato all'inizio del 1997 anche negli Stati Uniti, dopo la firma del contratto con la Enclave Records, sussidiaria della EMI, ottenendo dei pareri molto positivi da parte della critica.
A One Chord to Another fece seguito nel 1998 Navy Blues. Nel 1999 vennero invece pubblicati dalla Murderecords il doppio album dal vivo 4 Nights at the Palais Royale e l'album in studio Between the Bridges.
Seguirono Pretty Together, nel 2001, e Action Pact nel 2003.
Nel 2005 venne pubblicata la raccolta A Sides Win: Singles 1992-2005. L'anno dopo venne invece dato alle stampe il loro ottavo album in studio Never Hear the End of It, distribuito dalla Murderecords in Canada e dalla Yep Roc Records negli Stati Uniti.
Nel 2008 uscì Parallel Play, seguito dall'EP Hit & Run nel 2009, distribuito solo online, e dall'album The Double Cross, uscito il 10 maggio 2011, anno dell'anniversario dei vent'anni dalla fondazione del gruppo.

## Formazione
- Chris Murphy – basso, voce, batteria
- Patrick Pentland – chitarra, voce
- Jay Ferguson – chitarra, voce, basso
- Andrew Scott – batteria, voce, chitarra

## Discografia

### Album in studio
- 1992 – Smeared
- 1994 – Twice Removed
- 1996 – One Chord to Another
- 1998 – Navy Blues
- 1999 – Between the Bridges
- 2001 – Pretty Together
- 2003 – Action Pact
- 2006 – Never Hear the End of It
- 2008 – Parallel Play
- 2011 – The Double Cross
- 2014 – Commonwealth
- 2022 - Steady

### EP/Raccolte
- 1992 – Peppermint (EP)
- 2005 – A Sides Win: Singles 1992-2005
- 2009 – Hit & Run (EP)

### Album dal vivo
- 1999 – 4 Nights at the Palais Royale